# Guglielmo (vescovo di Luni)
Guglielmo di Vezzano (Vezzano Ligure, ... – Sarzana, 1272) è stato un vescovo cattolico italiano.

Stemma Malaspina Spino Secco

Fu vescovo di Luni dal 1228 al 1272: il suo lunghissimo episcopato è divisibile in tre periodi: dal 1228 al 1241; gli anni di prigionia dal 1241 al 1251; la restaurazione dell'autorità vescovile dal 1251 al 1272.

## Biografia

### Primo periodo
Era figlio del marchese Obizzo II Malaspina e di Giordana del Monferrato. Appartenente al casato dei signori di Vezzano, fu dapprima canonico della Cattedrale di Lucca, e in seguito eletto vescovo da papa Gregorio IX, a cui rimase sempre fedelissimo. Preso possesso della diocesi, iniziò a risanare debiti vecchi e recenti, ad affermare con forza la sua autorità nel sistema feudale della Lunigiana e, nel 1229, siglò la pace tra Pontremoli e Piacenza.
In occasione dei dissidi sulla Garfagnana tra il papa e Lucca si schierò con Gregorio IX che due anni dopo, in occasione del frazionamento punitivo della diocesi lucchese tra quelle confinanti, donò al fido Guglielmo una larga porzione del territorio lucense; nel 1236 il Papa restaurò comunque la Diocesi.
Intanto Guglielmo ampliò la città di Sarzana, con la costruzione di case che cedette a cittadini di Arcola e portò a termine la redazione degli Statuti di Ponzanello, Sarzanello, Carrara, Ortonovo e Nicola, ricevendo inoltre giuramento di fedeltà dagli uomini di Marola.
Un episcopato così fecondo di buone opere non impedì il contrasto con l'Imperatore Federico II, che considerava di vitale importanza il controllo del territorio della Diocesi di Luni, quale passaggio obbligato tra Germania e Lombardia ed il resto dell'Italia centrale ed il Regno di Sicilia.
Già nel 1226, ultimo anno di episcopato dell'arrendevole Norandino, l'Imperatore liberava il Comune di Sarzana dalla signoria vescovile sottomettendolo direttamente all'Impero e ai suoi vicari: nel 1239 Federico II occupava Pontremoli e alcuni castelli, prendeva sessanta ostaggi, si faceva consegnare da Guglielmo le torri che deteneva a Vezzano, Ponzanello e Fosdinovo per meglio controllare la Via Francigena ed infine esiliava addirittura il vescovo a Lucca.

### La prigionia
Nel 1241 papa Gregorio IX decise di tenere un concilio a Roma, a cui i prelati sarebbero intervenuti utilizzando la flotta genovese: l'Imperatore, tramite la ghibellina Pisa ne intercettò la flotta il 3 maggio tra le isole del Giglio e Montecristo.
La flotta genovese subì una gravissima sconfitta con oltre diecimila tra morti e prigionieri e tutti i prelati superstiti, tra cui Guglielmo, furono catturati ed imprigionati in varie città dell'Italia Meridionale, dove molti morirono a causa del crudele trattamento subito.
Guglielmo languì in un castello pugliese fino al 1251, quando poté essere liberato dopo la morte di Federico II: si stabilì a Lucca, poiché nei dieci anni della sua assenza la Diocesi era in preda all'anarchia o, ben peggio, dei Vicari Imperiali. Questi avevano usurpato i diritti episcopali per cederli al Comune di Sarzana, come molti dei feudatari vescovili e addirittura i Canonici della Cattedrale. 
Ma in questo marasma si ebbe l'ottima iniziativa del marchese Oberto Pelavicino, vicario generale per la Lunigiana, che ordinò la raccolta dei documenti più importanti dell'episcopato lunense e li raccolse in quello che poi sarà chiamato Codice Pelavicino.

### La restaurazione
Al suo ritorno in libertà i problemi che Guglielmo dovette affrontare furono molteplici: oltre a restaurare la propria autorità e recuperare diritti e possessi usurpati, c'erano da pagare i molti debiti contratti nei primi anni di episcopato e durante la prigionia (questi ultimi per il proprio mantenimento). Per questo chiese al papa il diritto di vendere beni immobili ed affrancare servi della gleba, altrimenti bona Lunensi Ecclesie deglutarentur voragine usura e nel 1255 gli fu concesso, ma con lo strettissimo obbligo di impiegare i denari ricavati solo per ripianare i debiti.
Del tutto privo di una classe fidata di funzionari, si rivolse ai propri concittadini lucchesi per nominare podestà, giudici, notai e vicari, facilitando così senza accorgersi le mire espansionistiche del potente vicino, dando origine ad una situazione che il successore di Guglielmo, Enrico da Fucecchio, avrebbe provato a risolvere. Intanto continuava a ricostituire il patrimonio della Chiesa lunense riscattando terreni o esigendone la consegna da chi li deteneva senza diritto e riordinando la situazione giuridica, ottenendo i giuramenti di fedeltà da parte degli abitanti di Carrara, Ponzanello, San Terenzio al mare, Albiano e Bolano.
Nella sua opera di restaurazione politica subì un'unica sconfitta nel contrasto con Nicolò Fieschi, genovese, conte di Lavagna e nipote di Papa Innocenzo IV, che andava creandosi un proprio stato con capitale alla Spezia inglobando anche parte dei domini della Diocesi. 
Nel 1251 da Guglielmo II d'Olanda, da alcuni anni Re di Germania e d'Italia in contrapposizione allo scomunicato Federico II, si era fatto donare Pontremoli e dalla famiglia degli Adalberti alcuni borghi montani e tre anni dopo chiese la ratifica di queste acquisizioni a Guglielmo, che non poté negarle, sollecitatovi in questo anche dal Papa. 
A quelle terre si aggiunsero il castello di Vezzano, Carpena, Vesigna, Follo e Vallerano.
Nel 1268, con la vittoria degli Angioini sugli Svevi, il vescovo Guglielmo poté rientrare e stabilirsi a Sarzana, di cui promulgò nuovi statuti e con cui giunse ad un accordo sulle entrate.
Morì, dopo un lunghissimo episcopato, quattro anni dopo, nel 1272, ultimo vescovo-conte che esercitò con successo il dominio temporale. Gli succedette Enrico da Fucecchio.